# Sarah Genner
Sarah Genner ist eine Schweizer Digitalexpertin, Dozentin und Verwaltungsrätin. Im Zusammenhang mit Mensch, Technologie und Arbeit wird sie in zahlreichen Schweizer Medien als Expertin hinzugezogen.

## Karriere
Das Spezialgebiet von Genner ist digitale Transformation und New Work. Dabei befasst sie sich insbesondere mit den Auswirkungen digitaler Technologien auf Mensch, Gesellschaft und Arbeitswelt. Während und nach dem Studium arbeitete Genner in der Medien- und Kommunikationsbranche. Danach forschte und lehrte sie an der Zürcher Hochschule für Angewandte Wissenschaften (ZHAW) zur Nutzung digitaler Medien und Digitalisierung der Arbeitswelt. In den Jahren 2014 und 2015 war sie Gastforscherin am Berkman Klein Center for Internet and Society an der Harvard University. Sie hat an zahlreichen Studien und Publikationen mitgewirkt. Seit 2018 ist sie selbständige Expertin und Beraterin rund um Themen der digitalen Transformation, Keynote-Speakerin, Verwaltungsrätin und Dozentin an verschiedenen Hochschulen und Universitäten. 2023 gründete sie für ihre Tätigkeiten die GENNER.CC GMBH, davor führte sie seit 2018 die Einzelfirma GENNER.CC.
Genner ist ferner Mitgründerin und Vorstandsmitglied von AlgorithmWatch Switzerland. Im schweizerischen Verein für KI-Recht, der seit 2024 eine jährliche Konferenz organisiert, ist sie im Beirat tätig.

## Auszeichnungen
Ihre Dissertation über gesellschaftliche und psychologische Auswirkungen des mobilen Internets gewann den Mercator Award der Universität Zürich.

## Publikationen
- ABC Digital. Das digitale Zeitalter verstehen. Stämpfli Verlag, Zürich 2024.[2]
- New Work und digitale Transformation: Organisationsentwicklung und Talent Management. In: J. Basel, S. Manchen Spörri (Hrsg.): Angewandte Psychologie für die Wirtschaft. Springer Verlag, Berlin/Heidelberg 2024.
- ON | OFF – Risks and Rewards of the Anytime-Anywhere Internet. Hochschulverlag ETH Zürich, Zürich 2017.
- Immer und überall online? Risiken und Chancen von Hypervernetzung: Der Beitrag der Technikfolgenabschätzung. Nomos Verlag, Zürich 2018.